# Open Clarins 1992
Open Clarins 1992 — жіночий тенісний турнір, що проходив на відкритих кортах з ґрунтовим покриттям Racing Club de France у Парижі (Франція). Належав до турнірів 4-ї категорії в рамках Туру WTA 1992. Відбувся вшосте і востаннє і тривав з 14 до 20 вересня 1992 року. Шоста сіяна Сандра Чеккіні здобула титул в одиночному розряді, її другий на цих змаганнях після 1989 року, й отримала за це 27 тис. доларів США.

## Фінальна частина

### Одиночний розряд
Сандра Чеккіні —  Емануела Зардо 6–2, 6–1
- Для Чеккіні це був 1-й титул в одиночному розряді за сезон і 12-й — за кар'єру.

### Парний розряд
Сандра Чеккіні /  Патрісія Тарабіні —  Рейчел Макквіллан /  Нелле ван Лоттум 7–5, 6–1